# Мраз M-3 Бонзо
Мраз М-3 Бонзо је био лаки спортско туристички авион направљен у Чехословачкој 1948. године као даљи развој породице лаких авиона која је започела са М-1 Соколом .

## Пројектовање и развој
Осокољени успехом како у техничком тако и у комерцијалном смислу свог спортског авиона Мраз M-1 Сокол Фабрика авиона Мраз је кренула паралелно у развој наредна два модела спортских авиона. Први је био спортски двосед Мраз М-2 Скаут и спортско туристички четворосед Мраз M-3 Бонзо. Оба авиона су настала на основу тражње западног тржишта.
Бонзо је био базиран на авиону Сокол, код кога су промењени: Повећана кабина увођењем још два седишта, измена задњег дела трупа,  и промена стајног трапа додавањем полу-увлачивог носног точка уместо задњег точка (систем трицикл). Пројект овог авиона је водио инж. Зденек Рублич главни конструктор Фабрике авиона Мраз из Хоцења.
Финансирање израде прототипа је било из вандржавних фондова тако да је авион полетео у априлу 1948. Надало се да би производња могла да почне 1950, па је Бонзо био изложен на Париском аеромитингу 1949. Међутим, до продаје није дошло, због блокаде западних земаља која је уведена после комунистичког пуча, па се одустало од серијске производње. 
Од 1952. године овај авион је летео у Чехословачком Аероклубу. Године 1961. Бонзо је летео како би поставио бројне националне брзинске рекорде, али је убрзо након тога повучен из употребе.

## Технички опис
Према: 
Дрвени труп једноставне решеткасте конструкције са облогом од шперплоче имао је овални попречни пресек са спљоштеним дном. На предњој страни је глатко прешао у поклопац мотора, чији је доњи део био благо продубљен, стварајући прорез за излаз топлог ваздуха из мотора. Као саставни део трупа, средишњи центроплан је носио главне резервоаре за гориво, главне ноге стајног трапа и спојеве за повезивање спољних делова крила. Сви прелази су пажљиво обликовани у циљу смањења аеродинамичког отпора. 
Пространа, звучно и топлотно изолована кабина са оквиром од челичних цеви била је богато застакљена. Улаз у кабину је био кроз широка врата са десне стране. Пртљажни простор запремине 0,5 м³ налазио се иза наслона задњих седишта. Волан са леве стране и управљачка палица на десној страни намењени преобуци могу да се замене. Пренос кретања са педала на волан је обезбеђен кабловима.
Погонска група се састоји од мотора Валтер Минор 6-III, ваздушно хлађени редни шестоцилиндрични са обрнутим цилиндрима и полетном снагом од 118 kW (160 KS) са фиксном дрвеном елисом пречника 1950 мм. Касније је замењен подесивим пропелером В-410. Главни резервоари за гориво укупне запремине 150 l били су у средишњем делу центроплана, а помоћни резервоар (15 л) испред кабине. Моторни простор је од кабине био одвојен противпожарним зидом. Резервоар за уље од 10 литара био је директно на мотору.  Мотор је покретан (стартован) електричним стартером.
Троделно трапезоидно крило је исто које је коришћено и на Соколу (центроплан и два конзолна дела крила). Конструкција је потпуно дрвена са главном кутијастом рамењачом, помоћном рамењачом, дрвених ребара и предње ивице од шперплоче која формира торзиону кутију. Цело крило је било обложено дијагоналном брезовом шперплочом различите дебљине. Крила су била опремљена крилцима (елеронима) и закрилцима. Крилца и закрилци су имали предњу ивицу од фурнира и платнену облогу. Закрилца су управљана ручицом стајног трапа. Крило је имало знатан позитивни диедар крила што је авиону заједно са вертикалним стабилизатором повећало стабилилност лета.
Репне површине су биле једноставног и класичног облика. Вертикални и хоризонтални стабилизатори су били обложени шперплочом, покретне површине (кормила) прекривене су платном. Површина на кормилу је била подесива на тлу, кормилом правца са балансном површином управљао је пилот у лету.
Стајни трап је био система трицикл. Састојао се од три точка, први управљиви носни точак, и два главна точка испод крила. Увлачење точкова за време лета, као и управљање предњим точком вршено је механичким путем. Све ноге стајног трапа су имале ПАЛ уљно-пнеуматске амортизере. Главне ноге стајног трапа су биле потпуно прекривен у увученом положају, носни точак је делимично вирио из аеродинамичког обриса. Испред предње ноге је постављен поклопац од аеродинамичког лима који је имао за циљ смањење аеродинамичког отпора у лету и кочиони ефекат при слетању. 

## Верзије
Нема верзија овог авиона пошто је направљен само један прототип овог авиона.

## Оперативно коришћење
Прототип је неко време летео у Институту за картографију у Братислави пре него што је предат на коришћење аероклубовима 1952. године.
Највећи доказ његових квалитета била је серија рекорда из 1961. Започела је Вера Шлехтова 19. октобра на троуглу Врхлаб. Оборила је националне брзинске рекорде на затвореној стази од 100 и 500 км са перформансама од 243 km/h, 237 km/h и истовремено на удаљености од 500 км на затвореној стази.
Вацлав Баумил је 23. октобра 1961. достигао брзину од 271 km/h на бази од 3 км, а Јиржи Черни је достигао брзину од 285 km/h на бази од 15–25 км. Ова два рекорда стављају Бонзоа на листу светских рекорда. Истог дана постављен је и женски рекорд од 264 km/h на бази од 3 км, а коначно, 2. новембра 1961. године, постављен је женски рекорд на бази од 15-25 км. Брзином од 254 km/h, Вера Шлехтова је поново затворила ову рекордну серију. Недуго затим, једини примерак М-3 Бонзо је повучен из употребе.

## Земље које су користиле авион
- Чехословачка